# 納馬納河
納馬納河是俄羅斯的河流，屬於勒拿河的左支流，由薩哈共和國負責管轄，河道全長422公里，流域面積約16,900平方公里，河水主要來自融雪和雨水。